# Фунг, Инес
Ине́с Фунг (англ. Inez Y. Fung; род. 11 апреля 1949, Гонконг) — американский климатолог гонконгского происхождения, специализируется на изменении климата и глобальном углеродном цикле.
Доктор (1977), профессор Калифорнийского университета в Беркли, где преподаёт с 1998 года, член Национальной АН США (2001) и Американского философского общества (2014), а также тайваньской Академии Синика (2010), иностранный член Лондонского королевского общества (2019).

## Биография
В Массачусетском технологическом институте получила степени бакалавра по прикладной математике со специализацией по гидродинамике (1971) и доктора наук (Sc.D.) по метеорологии (1977, научный руководитель Джул Чарни). Являлась постдоком в Центре космических полётов Годдарда НАСА, затем сотрудничала в Институте космических исследований НАСА имени Годдарда, Lamont–Doherty Earth Observatory Колумбийского университета, Викторианском университете в Канаде. С 1998 года преподаёт в Калифорнийском университете в Беркли, поступила туда как директор-основатель Берклийского центра атмосферных наук, заслуженный профессор, ныне профессор науки об атмосфере; она также является директором-основателем Берклийского института окружающей среды (Berkeley Institute of the Environment), его содиректор. 
С 2012 года входит в Национальный научный совет.
Автор докладов МГЭИК.
Член Американской академии искусств и наук (2014).
Фелло Американского метеорологического общества (1994) и Американского геофизического союза (1996).
Супруг Jim Bishop, океанограф. В последние годы Инес Фунг увлекается игрой на скрипке.
Отмечена NASA Exceptional Scientific Achievement Medal (1989), медалью Роджера Ревелла Американского геофизического союза (2004), Carl-Gustaf Rossby Research Medal Американского метеорологического общества (2019) и др.
- Fellows Medal, высшее отличие California Academy of Sciences (2019)